# 岩手県道289号柴宿横沢線
岩手県道289号柴宿横沢線（いわてけんどう289ごう しばじゅくよこさわせん）は、岩手県一関市を通る一般県道である。

## 概要
奥州市と一関市東山地区を短絡する県道で、JR東日本 大船渡線 柴宿駅近くの岩手県道19号一関大東線交点（一関市東山町長坂）から北西方向へ向かい、一関市東山町田河津で国道343号に接続する。

### 路線データ
- 実延長 : 4,886.3 m[1]
- 起点：一関市東山町長坂[1]（岩手県道19号一関大東線交点）
- 終点：一関市東山町田河津[1]（国道343号交点）

## 歴史
- 1995年（平成7年）3月17日 - 岩手県道に認定される[1]。

## 路線状況

### 重複区間
- 岩手県道106号前沢東山線：一関市東山町長坂字北磐井里 地内

## 地理

### 交差する道路
- 岩手県道106号前沢東山線（一関市東山町長坂字北磐井里）北緯39度0分29.8秒 東経141度15分46.8秒
- 岩手県道106号前沢東山線（一関市東山町長坂字北磐井里）